# Chinnamanūr
Chinnamanūr är en ort i Indien.   Den ligger i distriktet Theni och delstaten Tamil Nadu, i den södra delen av landet, 2 100 km söder om huvudstaden New Delhi. Chinnamanūr ligger 366 meter över havet och antalet invånare är 39 213.
Terrängen runt Chinnamanūr är platt åt nordväst, men åt sydost är den kuperad. Runt Chinnamanūr är det tätbefolkat, med 257 invånare per kvadratkilometer. Närmaste större samhälle är Bodināyakkanūr, 19,4 km norr om Chinnamanūr. Omgivningarna runt Chinnamanūr är en mosaik av jordbruksmark och naturlig växtlighet.